# Nada (1976)
Nada è il quinto album della cantante italiana Nada, pubblicato nel 1976 dalla RCA Italiana.

## Il disco
Inizialmente il disco venne stampato nel dicembre 1976 in poche copie promozionali (numero di catalogo TPL 1-1226) destinate alla stampa e alle radio. L'emissione ufficiale avviene solo nell'inverno 1977, con la sostituzione della canzone Sara (cover di un brano di Lou Reed, riadattato nel testo da Casella) con Lontano lontano, rilettura personale della canzone di Luigi Tenco. Viene anche sostituita Arte di Paolo Conte con una seconda versione, riarrangiata e reinterpretata. Il disco venne stampato in poche migliaia di copie.

## Tracce

### Lato A
1. L'amore è tutto qui (di Piero Ciampi, Pino Pavone e Gianni Marchetti) - 3:43
2. Avanti (testo e musica di Paolo Conte) - 3:54
3. Giornate di tenera attesa (testo e musica di Renzo Zenobi) - 4:22
4. La casa sul fiume (di Paolo Amerigo Cassella e Marco Luberti) - 3:27
5. Lontano lontano (testo e musica di Luigi Tenco) - 2:34

### Lato B
1. La fisarmonica di Stradella (testo e musica di Paolo Conte) - 2:48
2. Lemme lemme (di Piero Ciampi e Gianni Marchetti) - 4:34
3. Arte (testo e musica di Paolo Conte) - 4:14
4. Les bicyclettes de Belsize (testo di Misselvia e Rinaldo Prandoni; musica di Les Reed e Barry Mason) - 3:44